# Lygdamis giardi
Lygdamis giardi är en ringmaskart som först beskrevs av McIntosh 1885.  Lygdamis giardi ingår i släktet Lygdamis och familjen Sabellariidae.
Artens utbredningsområde är havet kring Nya Zeeland. Inga underarter finns listade i Catalogue of Life.